# Oni Press
Oni Press es una editorial estadounidense independiente de cómics y novelas gráficas con base en Portland, Oregón.

## Historia
Fue fundada en 1997 por Bob Schreck y Joe Nozemack con el objetivo de publicar cómics y novelas gráficas que ellos mismos como lectores querrían leer. Insatisfechos con el material que estaba dominando la industria, creyeron firmemente que el arte secuencial podía ser usado para contar virtualmente cualquier historia. Schreck dejó la compañía en 1999, y Oni Press es actualmente propiedad de Nozemack, James Lucas Jones, y Charlie Chu.
El nombre de compañía deriva de los oni, la palabra japonesa para los ogros demonio populares en el folclore japonés.

## Visión general
Oni Press utilizó el término "mainstream real", acuñado por Stephen Holland de la tienda de cómics Page 45 en Reino Unido, para sugerir que el material que publica esta más en línea con los géneros populares de otros multimedios, como thrillers, idilios y dramas realistas. Mayoritariamente, Oni Press evita publicar títulos de superhéroes, a no ser que creadores interesantes se aproximen a estos conceptos desde un ángulo inusual. Aun así, en cierto punto, Rich Johnston de All The Rage informó que Oni Press y Marvel Comics estaban creando un trato editorial para que algunos creadores de Oni trabajaran sobre personajes superhéroes de Marvel, pero ese trato se desmoronó.
Oni Press publica unos pocos cómics en periodos mensuales actualmente - Resurrection de Marc Guggenheim,  Wasteland de Antony Johnston y Sixth Gun de Brian Hurrt y Cullen Bunn. Queen & Country de Greg Rucka se publicó de manera mensual desde 2001 hasta 2007.  La mayoría de sus títulos son ya sea miniseries recurrentes irregulares, a menudo publicadas en cuatro a seis entregas mensuales, o novelas gráficas originales.[cita requerida]
El material de Oni Press que inicialmente se publicó en formato comic book es normalmente más tarde recopilado en formato TPB. Han publicado más de 100 títulos, con múltiples cómics que recibieron reimpresiones debido a popularidad sostenida.[cita requerida] Muchos de sus cómics han ganado un Premio Eisner, que incluyen a:Scott Pilgrim de Bryan Lee O'Malley, Black Metal de Rick Spear y Chuck BB, Grey Horses de Hope Larson, y Whiteout: Melt y Queen & Country de Greg Rucka, con muchos de sus cómics más recibiendo nominaciones.
Oni Press tuvo una unidad de producción cinematográfica y televisiva, Closed on Mondays, al mando de Eric Gitter y localizada en Los Ángeles, California. Aun así, en 2015, debido a las diferencias creativas que se originaban por la distancia geográfica entre oficinas, Oni y Gitter se separaron, y Oni estableció una nueva rama de películas y producción, Oni Entertainment.
En 2016, el editor lanzó Limerence Press, un sello editorial para cómics eróticos y de educación sexual, "enfocados en historias positivas, diversas y accesibles que reflejen una variedad amplia de experiencias emocionales e íntimas".
El 8 de mayo de 2019, Oni Press anunció una fusión con Lion Forge Comics para conformar Polarity.